# Собрадинью (Риу-Гранди-ду-Сул)
Собрадинью (порт. Sobradinho) — муниципалитет в Бразилии, входит в штат Риу-Гранди-ду-Сул. Составная часть мезорегиона Восточно-центральная часть штата Риу-Гранди-ду-Сул. Входит в экономико-статистический микрорегион Санта-Крус-ду-Сул. Население составляет 14 471 человек на 2006 год. Занимает площадь 130,390 км². Плотность населения — 111,0 чел./км².

## История
Город основан 3 декабря 1927 года.

## Статистика
- Валовой внутренний продукт на 2003 составляет 80 602 925,00 реалов (данные: Бразильский институт географии и статистики).
- Валовой внутренний продукт на душу населения на 2003 составляет 5677,86 реалов (данные: Бразильский институт географии и статистики).
- Индекс развития человеческого потенциала на 2000 составляет 0,753 (данные: Программа развития ООН).